# Legnica
Legnica ([lɛɡˈɲit͡sa]ⓘ en alemán: Liegnitz, en checo: Lehnice) es una ciudad y un distrito situado en el suroeste de Polonia. Pertenece al voivodato de la Baja Silesia. Importante nodo de ferrocarril y autopista. Es la tercera ciudad de Baja Silesia, después de Breslavia y Wałbrzych.

## Historia

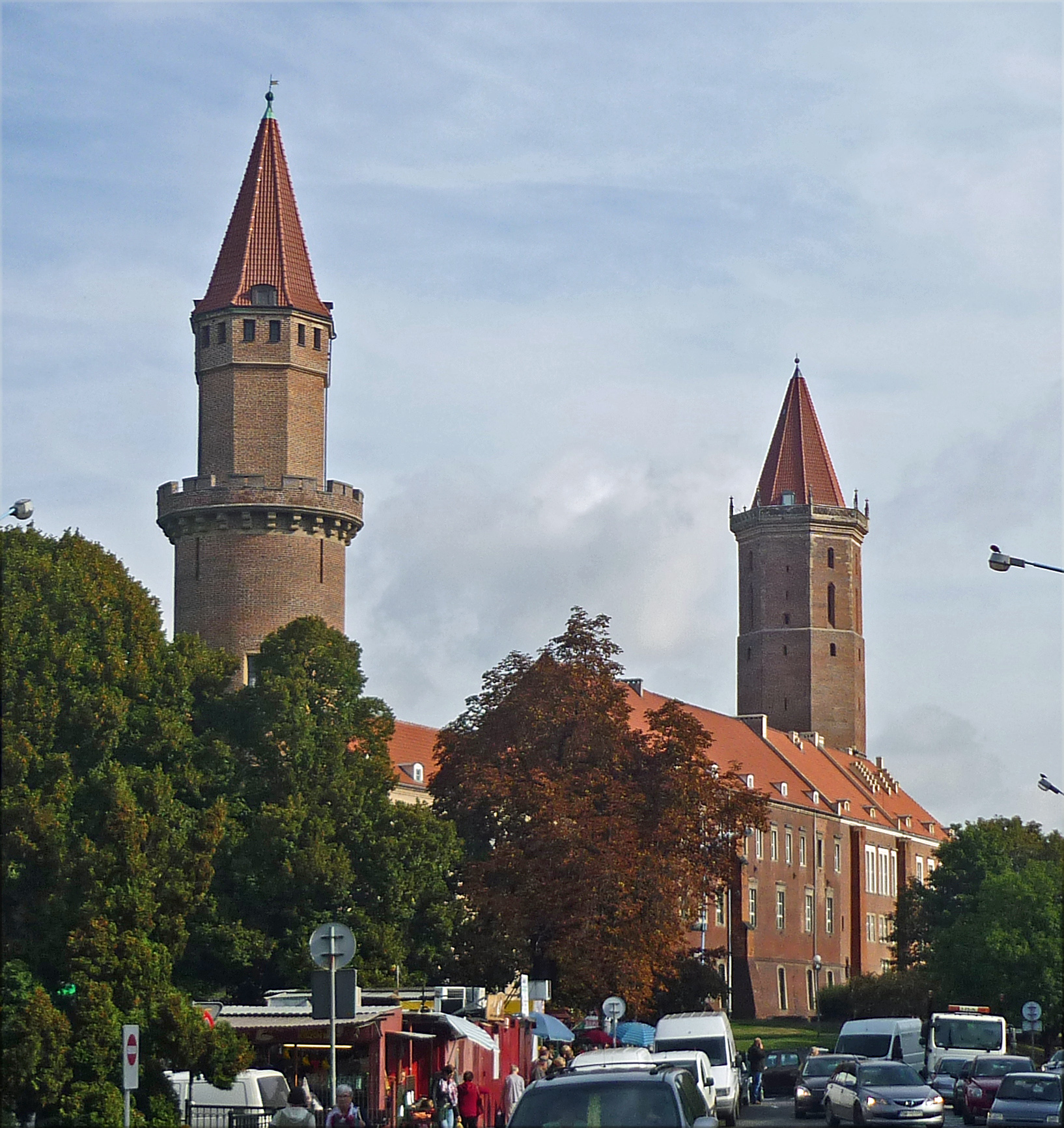
Debido a este castillo la ciudad comenzó a existir

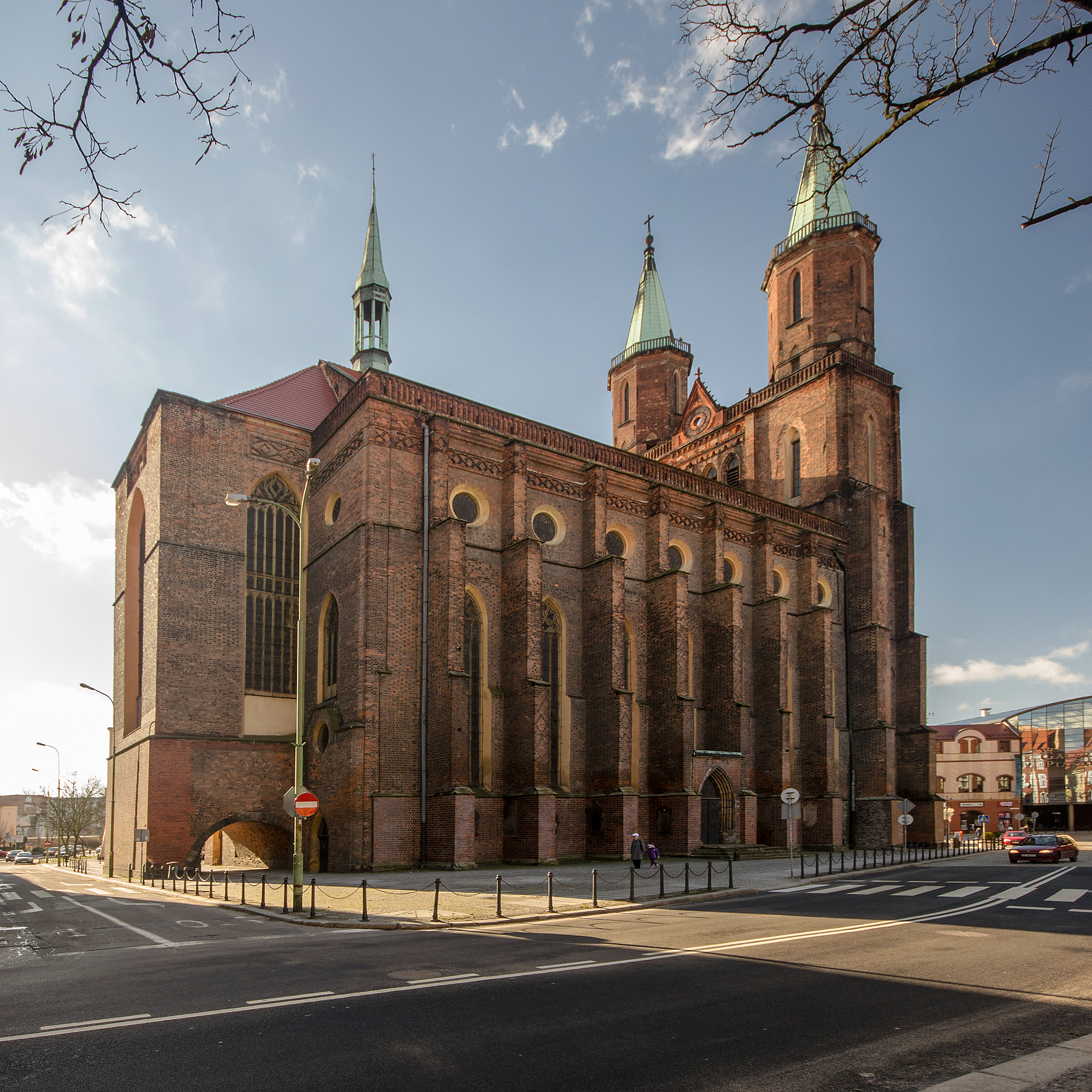
La iglesia más antigua de Legnica, fundada en el

Legnica es una importante ciudad entre los Sudetes y el mar Báltico desde la Edad Media.
Comenzando en el siglo XII. El asentamiento se expandió alrededor de la primera polaca fortaleza de ladrillo. Durante el gobierno del príncipe Enrique I el Barbudo Legnica era la capital de la mayor parte de Polonia. Desde el final de la Edad Media hasta nuestros días, la ciudad está asociada con el culto de Santa Eduvigis, duquesa de Silesia.
Dado que Legnica se encuentra exactamente entre el este y el oeste en la llanura, los ejércitos extranjeros se han acercado muchas veces. Los checos intentaron capturar y saquear la ciudad, pero los suecos a mediados del siglo XVII y los soldados del Ejército Rojo soviético en 1945 fueron los que más devastaron la ciudad.
El río Kaczawa (pronunciado Qachava), procedente de la parte baja de las montañas de los Sudetes occidentales, fluye a través de la ciudad. Provoca inundaciones con bastante frecuencia, la última en 1977, pero la mayor inundación tuvo lugar en el siglo XVIII.
Entre 1975 y 1998 fue el centro administrativo del voivodato de Legnica. Hoy en día, la ciudad se está desarrollando principalmente gracias a la industria del automóvil.